# Löcherkrake
Der Löcherkrake (Tremoctopus violaceus) ist ein geographisch relativ weit verbreiteter aber eher seltener, in der oberen Freiwasserzone (Epipelagial) des offenen Meeres lebender Kopffüßer (Cephalopoda) aus der Großgruppe der Kraken (Octopoda).

## Anatomie
Das weibliche Tier wird bis zu 2 m lang und 10 kg schwer. Das Männchen hingegen ist nur 3 cm lang und ¼ g schwer (ein sogenanntes Zwergmännchen). Es ist gerade mal so groß wie die Pupille des Weibchens. Das Weibchen kann 40.000 Mal schwerer sein als ihr Partner, unter größeren Tieren ist das der Rekord. Einen derart außergewöhnlichen Geschlechtsdimorphismus kennt man im Tierreich sonst nur noch von einigen Rankenfußkrebsen und dem grünen Igelwurm.

## Paarung
Einer der acht Arme des Männchens ist hohl und füllt sich mit Spermien, wenn das Tier ein Weibchen findet. Danach wird dieser Arm, auch Hectocotylus genannt, abgestoßen und wandert selbstständig in die Mantelhöhle des Weibchens. Dort bleibt er, bis das Weibchen die Eier mit den Spermien aus dem Arm befruchtet hat. Nach der Begattung stirbt das Männchen.

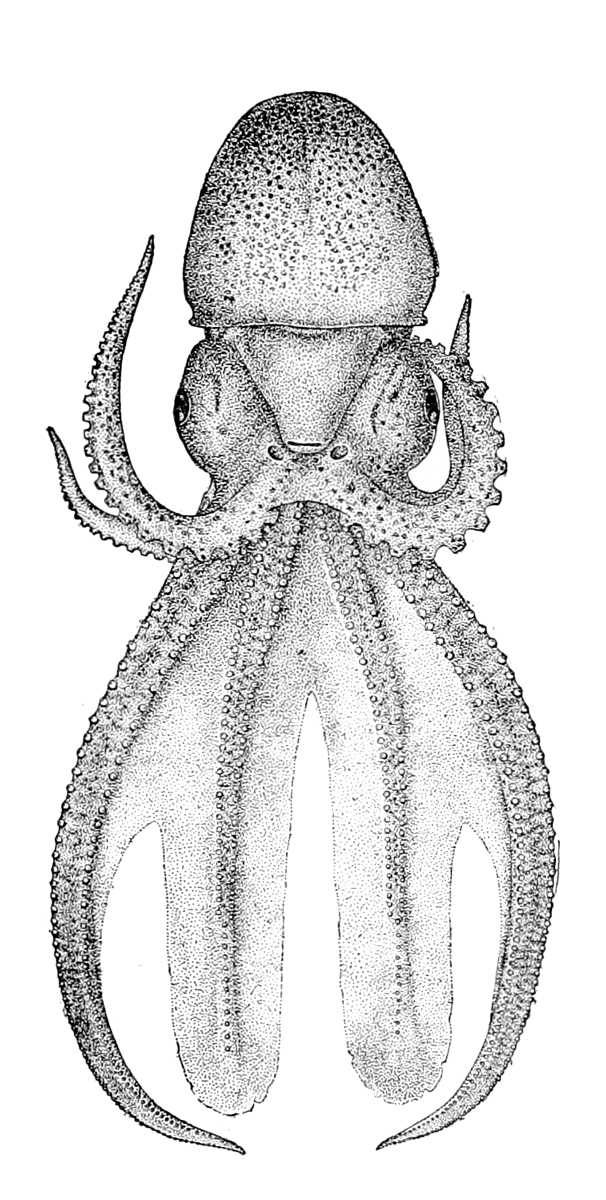
Ventrale Ansicht eines Weibchens
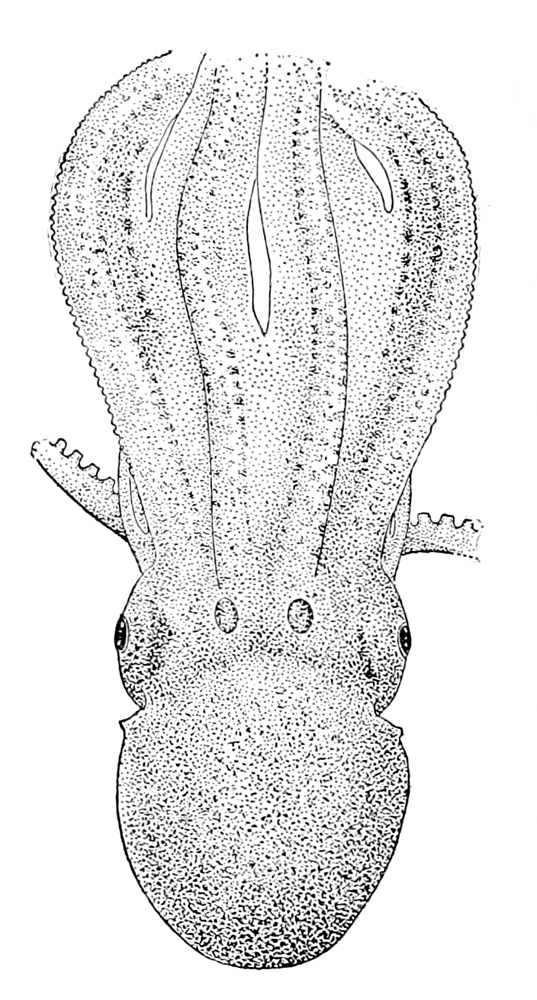
Dorsale Ansicht eines Weibchens
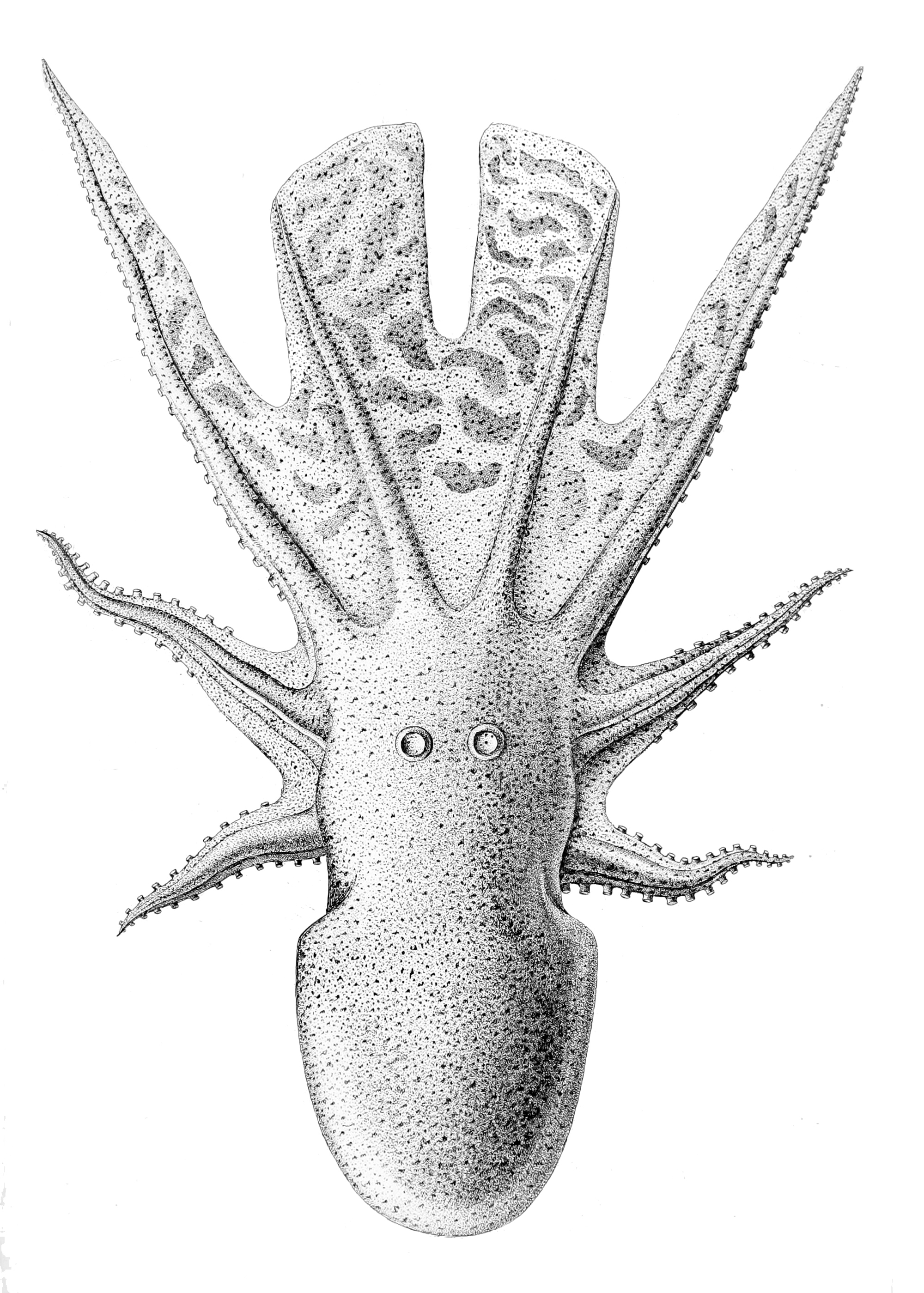
Dorsale Ansicht eines Weibchens
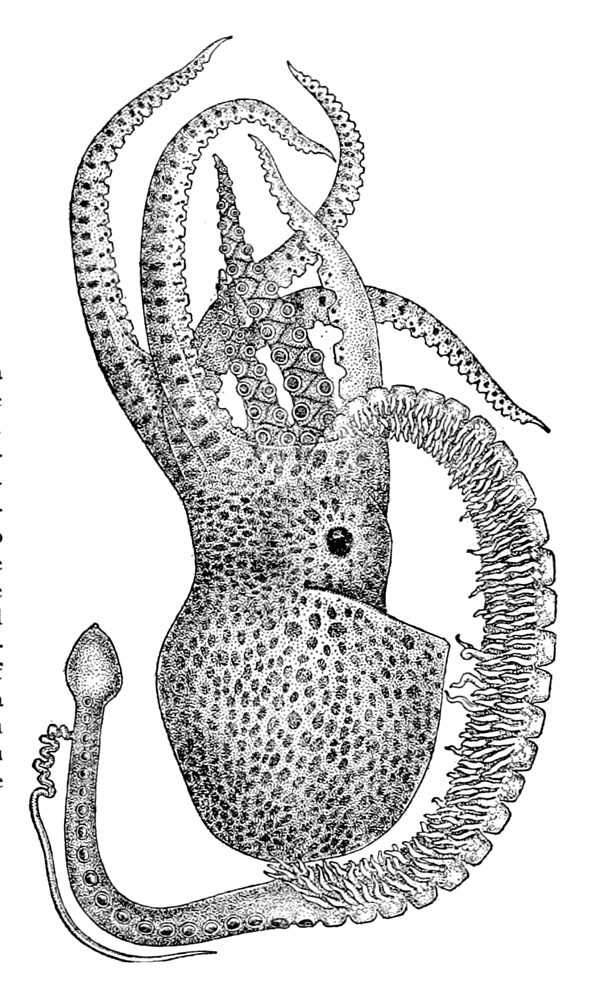
Seitenansicht eines erwachsenen Mannes mit Hectocotylus

## Sonstiges
Männchen und junge Weibchen verwenden abgerissene, giftige Tentakel der Portugiesischen Galeere zur Verteidigung; sie selbst sind gegen das Gift immun. Die Tentakel werden mit den Saugnäpfen an den oberen beiden Armen gehalten.
Im Juli 2019 kam es im Bereich der kroatischen Inseln Hvar, Brač und Šolta zu einem erhöhten Aufkommen des in der Adria sehr seltenen Löcherkraken. Von einem solchen gehäuften Auftreten in Dalmatien wurde zuletzt 1936 berichtet.